# Крещеновский сельский совет (Нововоронцовский район)
Крещеновский сельский совет (укр. Хрещенівська сільська рада) — входит в состав
Нововоронцовского района
Херсонской области
Украины.
Административный центр сельского совета находится в 
с. Крещеновка
.

## История
- 1971 — дата образования.

## Населённые пункты совета
- с. Крещеновка
- пос. Ленинское
- с. Петровка
- с. Шевченковка